# Idea siamensis
Idea siamensis är en fjärilsart som beskrevs av Godfrey 1916. Idea siamensis ingår i släktet Idea och familjen praktfjärilar. Inga underarter finns listade i Catalogue of Life.